# ليوبولدو سالسيدو
ليوبولدو سالسيدو هو ممثل فلبيني، ولد في 13 مارس 1912 بكافيت سيتي في الفلبين، وتوفي في 11 يونيو 1998 بباسيج في الفلبين. بدأ مشواره المهني سنة 1934، ومن الجوائز التي نالها FAMAS Award for Best Actor ‏ سنة 1961 وFAMAS Award for Best Supporting Actor ‏ سنة 1976.

## جوائز
- FAMAS Award for Best Actor [الإنجليزية]‏ (1961)
- FAMAS Award for Best Supporting Actor [الإنجليزية]‏ (1976)

## وصلات خارجية
- ليوبولدو سالسيدو على موقع IMDb (الإنجليزية)
- ليوبولدو سالسيدو على موقع قاعدة بيانات الفيلم (الإنجليزية)